# Nubécourt
Nubécourt é uma comuna francesa na região administrativa de Grande Leste, no departamento de Meuse. Estende-se por uma área de 27,52 km². Em 2010 a comuna tinha 257 habitantes (densidade: 9,3 hab./km²).